# Karl Stephan
Pour les articles homonymes, voir Stephan.
Karl Stephan (Geiselhöring 1700 - Reichersberg 16 avril 1770) est un ecclésiastique et aristocrate allemand.
Il fut prévôt impérial de l'abbaye de Reichersberg (de) du 12 mars 1752 au 16 avril 1770.

## Biographie

### Naissance et jeunesse
Karl Stephan est né à Geiselhöring dans l'Électorat de Bavière en 1700 dans une famille de notables bavarois. 
Il est envoyé à l'université de Salzbourg en 1716 afin de réaliser des études à la faculté de théologie reconnue à l'époque comme l'une des plus prestigieuses d'Europe.
En 1722 alors âgé de 22 ans et ses études théologiques achevées, il prononce ses vœux religieux à l'abbaye de Reichersberg devant le prévôt Herculan Kalchgruber. Par cet acte il entre officiellement dans l'ordre des Augustins lors de son ordination sacerdotale en 1725. Il exercera en tant qu'abbé dans la paroisse de 1722 au 12 mars 1752.
Après son ordination comme prêtre il exerça plusieurs fonctions d'abord comme coopérateur pastoral à Ort im Innkreis, puis comme curé à Edlitz en Basse-Autriche. En 1735 il revint à Reichersberg ou il administra le Reichsstift de l'abbaye pendant 17 ans jusqu'au 12 mars 1752.

### Prévôt de Reichersberg
Le 12 mars 1752 alors abbé, il est élu prévôt de l'abbaye par ses pairs. Il est officiellement intronisé le 23 mai 1752 à la cathédrale de Passau.[réf. nécessaire]
De par cette nomination il entre dans la noblesse ecclésiastique bavaroise (noblesse de robe) en tant que prévôt impérial et reçoit à ce titre des armoiries. En effet, Reichersberg fait alors partie des abbayes impériales détenant l’immédiateté impériale (relevant directement de l'empereur et non d'un seigneur local) et exerçant son autorité sur un Reichsstift . 
Pendant son règne de dix-huit ans il transformera profondément l'abbaye en l'ornant notamment avec de nombreux retables provenant de Salzbourg. En 1762 il fait reconstruire quatre autels de l'abbaye.

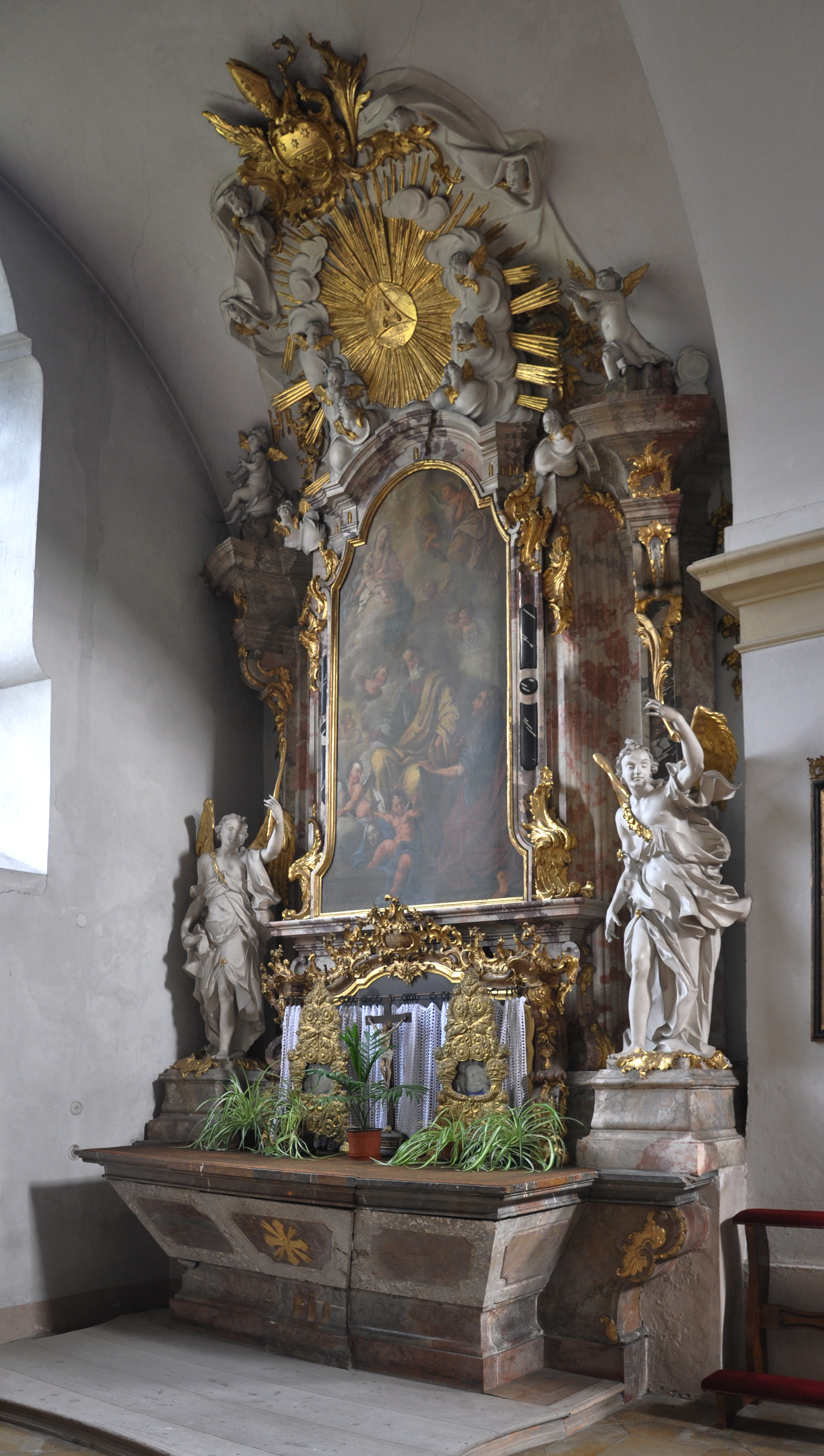
L'autel de l'apôtre Simon et Judas qu'il fit reconstruire en 1762
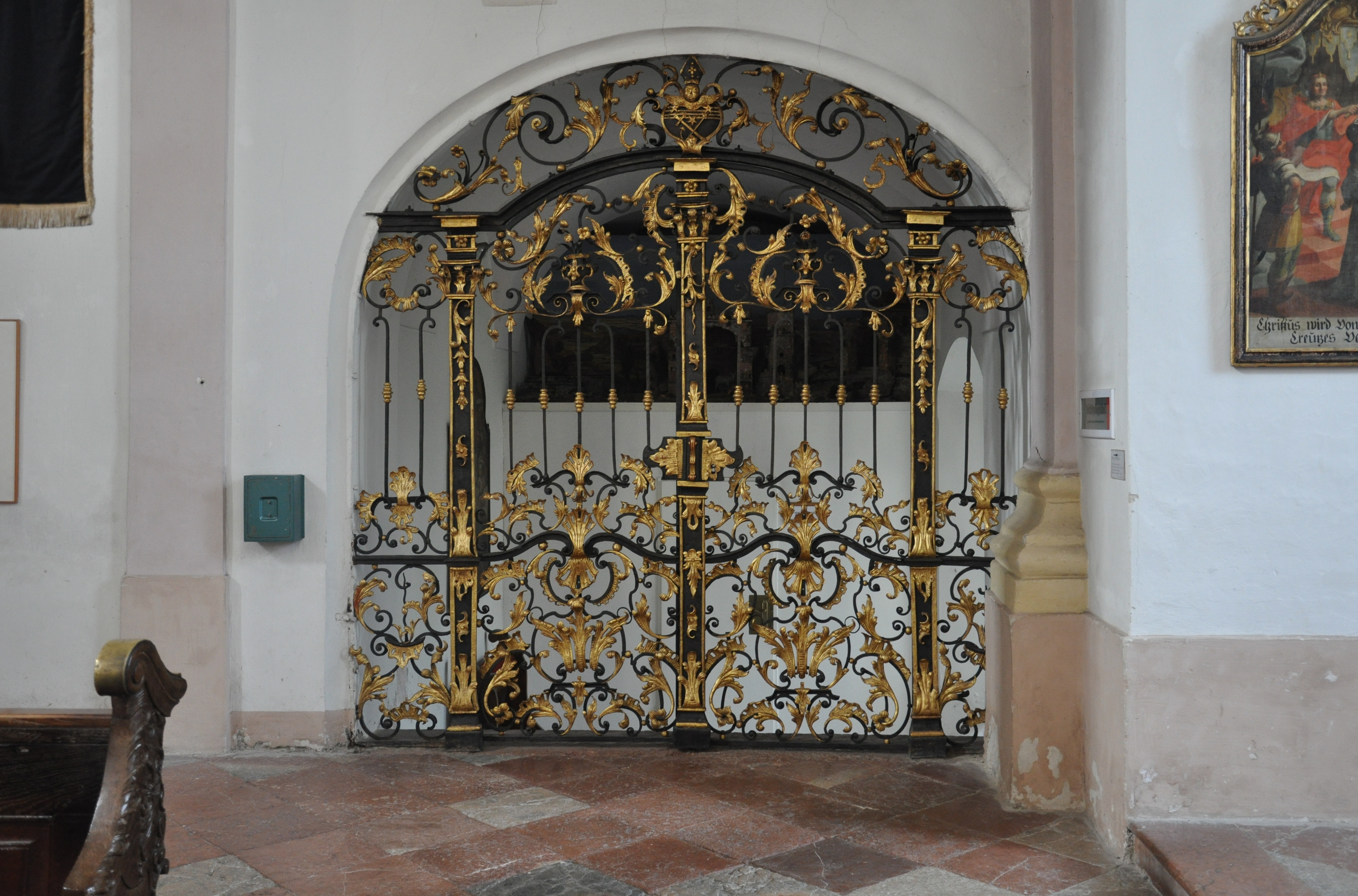
Grille rénovée en 1760 et surmonté de ses armoiries

Il a également considérablement enrichi la bibliothèque abbatiale dont la pièce majeure est la collection de parchemins racontant la vie de saint Emmeram[réf. incomplète]. 
Parmi ses mesures sociales il ordonna également aux prêtres de sa paroisse de rendre visite chaque dimanche aux habitants de la ville afin de les rassembler et de leur enseigner la doctrine catholique. Enfin il ordonna l'abolition des processions organisées dans les cloîtres qui étaient sous l'autorité de l'abbaye au motif de leurs inutilités.

### Fin de vie
Alors âgé de soixante dix ans, il décède le 16 avril 1770 dans ses appartements de l'abbaye de Reichersberg.

## Armoiries
Lors de sa nomination en tant que prévôt impérial Karl Stephan a reçu des armoiries qui étaient surmontées d'une mitre et d'une crosse, en raison de ses fonctions religieuses. 
« Les abbés mettaient la mitre de profil à dextre et la crosse à senestre mais tournée en dedans, parce que leur juridiction n'est que dans leur cloître ». 
Il est probable que sa famille a rejoint la noblesse sans titre du Saint-empire du fait de l’anoblissement à titre personnel de Karl Stephan. En effet il était fréquent qu'a la mort d'un individu anobli à titre personnel sa famille soit intégrée à la noblesse.[réf. nécessaire]
| Figure | Blasonnement | Remarque                                                                 |
| ------ | --- | ------------------------------------------------------------------------ |
|        | Coupé d'azur sur argent à une ancre en barre et une croix latine en bande passé en sautoir brochant sur le tout de l'un en l'autre accompagné en chef de trois étoile mal ordonnées d'argent. Le tout surmonté d'une mitre et d'une crosse.                                                                | Armes ecclésiastiques de Karl Stephan comme abbé impérial (1752 - 1770). |
|        | Coupé d’azur sur argent à une ancre en barre et une croix latine en bande passé en sautoir brochant sur le tout de l’un en l’autre accompagné en chef de trois étoiles mal ordonnées d’argent ; un vol à dextre d'azur chargé d'une croix latine d'argent, à senestre d'argent chargé d'une ancre d'azur,. | Armes de Karl Stephan modifiés.                                          |

## Hommages
Les villes de Geiselhöring en Bavière où il est né et de Überlingen dans le Bade-Wurtemberg ont nommé une rue en son hommage,.